# 徳川好敏
徳川 好敏（とくがわ よしとし、1884年（明治17年）7月24日 - 1963年（昭和38年）4月17日）は、日本の陸軍軍人。華族。清水徳川家第8代当主。
陸軍で航空分野を主導し、軍人としての最終階級は陸軍中将。華族としての爵位は男爵。
1910年（明治43年）12月19日午前、軍公式の飛行試験で日本国内で初めて飛行機により空を飛んだ。

## 経歴

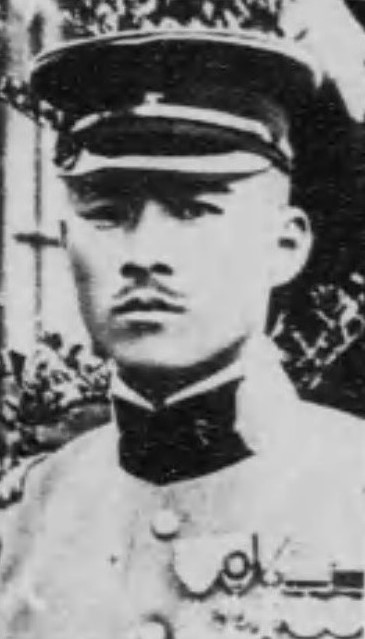
徳川好敏

- 1884年（明治17年） - 伯爵徳川篤守の長男として東京府に生まれる。母は小笠原忠幹の娘・登代子。のちに篤守は、経済的な問題から華族の体面を維持できないとして爵位を返上する。
- 1897年（明治30年） - 高等師範学校附属小学校（現・筑波大学附属小学校）卒業。
- 1902年（明治35年） - 東京高等師範学校附属中学校（現・筑波大学附属中学校・高等学校）卒業。
- 1903年（明治36年） - 陸軍士官学校（15期）を卒業して工兵科所属。
- 1904年（明治37年） - 工兵少尉。日露戦争では鴨緑江会戦に参加[2]。
- 1909年（明治42年） - 工兵大尉。
- 1910年（明治43年）
  - 4月11日 - 飛行機操縦技術を習得するためフランスへ派遣。
  - 5月末 - アンリ・ファルマン飛行学校エタンプ校入学。
  - 8月25日 - アンリ・ファルマン飛行学校ブーイ試験場にて操縦士資格試験合格（免許証番号289号：日本人初）。
  - 12月19日 - 帰国後、代々木練兵場で日野熊蔵陸軍歩兵大尉と共に日本国内初の飛行に成功。
- 1911年（明治44年）
  - 4月28日 - 飛行機からの空中写真撮影に成功[3]。
  - 6月9日 - ブレリオ12型機による所沢 - 川越間の飛行からの帰途、機体のガソリン管故障により川越町南方1.5kmの麦畑に不時着し、機体は転覆大破した[4]。
- 1918年（大正7） - 工兵少佐。
- 1922年（大正11） - 陸軍航空学校教官となる。
- 1923年（大正12） - 工兵中佐。
- 1925年（大正14） - 三井清一郎陸軍会計経理規定整理委員長の下に実施された宇垣軍縮によって航空兵科が新設されると、航空兵科に転科する。航空兵中佐、所沢陸軍飛行学校研究部長となる。
- 1926年（大正15） - 航空兵大佐。
- 1928年（昭和3年） - 日本陸軍航空兵分野確立の功労により、華族に列せられて男爵を授爵。
- 1931年（昭和6年）
  - 8月1日 - 陸軍少将。
  - 10月3日 - 明野陸軍飛行学校長。
- 1934年（昭和9年）8月1日 - 所沢陸軍飛行学校長。
- 1935年（昭和10年）8月1日 - 陸軍中将。
- 1936年（昭和11年）8月1日 - 航空兵団長。
- 1937年（昭和12年）臨時航空兵団司令官。
- 1938年（昭和13年）航空兵団司令官、12月13日 - 参謀本部附。
- 1939年（昭和14年）
  - 5月30日 - 待命。
  - 8月31日 - 予備役に編入。
- 1940年（昭和15年）4月29日 - 勲一等旭日大綬章を受章。
- 1944年（昭和19年）3月28日 召集、1945年（昭和20年）9月20日召集解除まで陸軍航空士官学校長。
- 戦後、公職追放となる[注釈 1]。

## 日本における動力機初飛行
1910年12月14日、代々木練兵場（現・代々木公園）において滑走試験中の日野熊蔵は飛行に成功し、これが日本国内の動力飛行機の初飛行ともされる。しかし、その根拠とされる萬朝報が報じた飛行距離60mは記者の目測でしかなく、同じく取材していた他9紙は飛行距離を記載せず初飛行とも報じていない。また、当時欧州で実際の飛行を見た経験があり、飛行機研究の第一人者で事実上の現場責任者として間近で注視していた田中館愛橘博士や、実際に操縦した日野自身もこれが初飛行であったとは発言していない。記者自身も後日、「すこしでも地を離れると、手を叩いたり、万歳を叫んだりした。」と書いている。また、「飛行」とは翼の揚力が機体の重量を定常的に支え、操縦者が意のままに機を操縦できる状態を指すため、「飛行」ではなく「ジャンプ」であるとして、航空力学的にも初飛行とは言えないとする意見もある。
12月19日には初飛行を目的とする公式の記録会が行われ、日野・徳川の両者が成功し、これが改めて動力機初飛行として公式に認められた。記録会以前は、天才発明家などと報道されていた日野の方が当時は遥かに有名人であり、新聞記者も徳川好敏には直前までほとんど取材活動をしていなかったが、徳川、日野の順に飛んだため、”アンリ・ファルマン機を駆る徳川大尉が日本初飛行”とされ、日野の記録は抹消され、12月19日が「日本初飛行の日」とされている。
これは、徳川家の血筋でありながら没落していた清水徳川家の徳川好敏に「日本初飛行」の栄誉を与えたいという軍および華族らの意向だったといわれている。ただ、たとえ名家の出身であっても陸軍の方針として軍内部での扱いは表面上は平民と同じであった事、またこの時期の清水徳川家の没落の状況は、先代の徳川篤守が経済的に困窮し爵位を返上し、また禁固刑を下されるなど不名誉な状態であったため、この指摘は適切ではないとする意見もある。
以降、徳川は陸軍の航空機畑の看板として順調に引き立てられ、滋野清武らを排除して出世した。滋野の飛行免状は世界中で通用する万国飛行免状で徳川のフランス国内限定の操縦士資格免状より格上であり、更に滋野の方が飛行技術も教え方もずっと上だったことが徳川は気に入らなかったと言われている。いびり出された滋野はフランスへ渡り、第一次世界大戦でエースパイロットとなる。一方の日野は翌年自身が設計の機体、日野式飛行機を開発するがそれでも左遷され、以降軍務において航空機関連に用いられることはなかった。

## 栄典
位階
- 1904年（明治37年）4月7日 - 正八位[11]
- 1905年（明治38年）8月18日 - 従七位[12]
- 1939年（昭和14年）9月28日 - 従三位[13]

勲章等
- 1928年（昭和3年）11月10日 - 男爵[14]
- 1940年（昭和15年）8月15日 - 紀元二千六百年祝典記念章[15]

## 家族
- 父：徳川篤守
- 母：徳川登代子 - 小笠原忠幹の次女。
- 妻：徳川千枝子 - 松平忠威の長女。
  - 長女：徳川美枝子
  - 次女：土屋佐枝子 - 土屋義弥の夫人。
  - 長男：徳川豪英
  - 三女：古月久美子 - 古月晴の夫人。
  - 四女：高木華子 - 高木恭治の夫人。
  - 次男：徳川輝尚
  - 五女：堀川富美子 - 堀川正秀の夫人。